# Mordowskaja Pajowka
Mordowskaja Pajowka (ros. Мордовская Паёвка) – wieś (sieło) w Rosji, w Mordowii, w rejonie insarskim. W 2010 liczyła 455 mieszkańców.